# BBC Radio 1Xtra
BBC Radio 1Xtra (voorheen 1Xtra of 1Xtra from the BBC) is een digitale radiozender in het Verenigd Koninkrijk en onderdeel van de British Broadcasting Corporation. Het gemiddelde publiek van de zender is rond de 15 en 30 jaar oud, iets jonger dan zusterstation Radio 1. De zender biedt continu muziekuitzendingen afgewisseld met BBC News-uitzendingen en andere gesproken berichten die speciaal zijn afgesteld op het doelpubliek.
BBC Radio 1Xtra draait vooral urban. Typische genres voor dit radiostation zijn Britse en Noord-Amerikaanse hiphop, grime, bassline, UK garage, dubstep, drum and bass, soca, reggae, gospel en R&B.
Het station is te ontvangen via digitale radio (DAB), Digital Video Broadcasting (DVB-T) en het internet.